# Paracyathus arcuatus
Paracyathus arcuatus är en korallart som beskrevs av Gustaf Lindström 1877. Paracyathus arcuatus ingår i släktet Paracyathus och familjen Caryophylliidae. Inga underarter finns listade i Catalogue of Life.